# Star-48
Star-48 – silnik rakietowy na paliwo stałe, wykorzystywany jako stopień górny dla rakiet nośnych. Służył do ostatecznej korekcji orbity geostacjonarnej lub nadania ładunkowi II prędkości kosmicznej. 
Konstrukcja silnika Star-48 pozwoliła na zbudowanie stopnia Payload Assist Module, wykorzystywanego przez rakiety Delta oraz promy kosmiczne. Silnik ten występuje w wersji z ciągiem wektorowanym, która jest używana dla rakiet Minotaur IV oraz Minotaur V. Star-48 został również użyty jako człon ucieczkowy dla sondy New Horizons. Silnik ten przeleciał obok Jowisza tuż przed sondą, prawdopodobnie też przeleciał obok Plutona w 2015.